# Митупова, Баирма Владимировна
Баирма́ Влади́мировна Миту́пова (10 апреля 1970 года, с. Ушарбай, Агинский Бурятский национальный округ, СССР) — российская дартсменка. Призёр чемпионата России, победитель и призёр всероссийских соревнований. Мастер спорта России.

## Биография
Детство прошло в Краснокаменске. С семи лет занималась плаванием. Будучи девятиклассницей, переехала вместе с семьёй в Читу.
С дартсом познакомилась в 1990-х годах. Митупова работала в отделе социальной защиты населения Железнодорожного района Читы и часто принимала участие в муниципальных спартакиадах. В их программу входил дартс, о котором тогда было мало что известно. Однажды Митуповой показали навыки игры, и ей понравился дартс, после чего она стала уделять ему больше времени. Тренировалась у известного читинского дартс-активиста Александра Алексеева.
Со временем Митупова стала часто выезжать на соревнования и привозить медали. В 2017 году заняла второе место на международном турнире Mongolia Open. Спустя год вместе с Екатериной Заметалиной выиграла Кубок России в парном разряде. В 2024 году стала бронзовым призёром чемпионата России в миксте — её партнёрами по команде были Юрий Иванов и Егор Кузьмин.
Работает начальником организационного отдела администрации Черновского района Читы.

## Семья
Отец Владимир и мать Мария — мастера спорта СССР по стрельбе из лука. Отец работал тренером в спортивном центре Забайкальского военного округа.
Сестра занималась плаванием, брат — футболом.

## Достижения

### Парные
- Обладатель Кубка России (2018)

### Микст
- Бронзовый призёр чемпионата России (2024)